# 千学集抄
千学集抄（せんがくしゅうしょう）は、千葉妙見宮（現在の千葉神社）及び同寺を崇敬する千葉氏及びその妙見信仰について書かれた千学集（せんがくしゅう）の抄本。千学集抜粋（せんがくしゅうばっすい）とも。
千学集は元々中世期に編纂された記録で千葉妙見宮の宝庫に保管されていたが、度々の火災などの災害で多くが失われ、現在は写本の一部が抄本として残されているだけである。現存のものも必ずしも正確なものとは言えない。それでも室町・戦国期の千葉氏の情勢を伝える数少ない史料である。